# Philodromus lamellipalpis
Philodromus lamellipalpis är en spindelart som beskrevs av Muster 2007. Philodromus lamellipalpis ingår i släktet Philodromus och familjen snabblöparspindlar.
Artens utbredningsområde är Algeriet. Inga underarter finns listade i Catalogue of Life.